# Jurassic World Alive
Jurassic World Alive (Eigenschreibweise: JW Alive) ist ein Spiel für Handheld-Mobilgeräte wie Smartphones und Tabletcomputer. In dem Spiel können die Spieler virtuelle Dinosaurier und weitere Urzeit-Tiere fangen, kreuzen und in virtuellen Kämpfen gegeneinander antreten lassen. Bis Mitte 2021 wurde das Spiel über 25 Millionen Mal heruntergeladen, dabei investierten die Spieler per In-App-Käufe über 102 Millionen Dollar.
Jurassic World Alive wurde vom Softwareunternehmen Ludia für die Betriebssysteme iOS und Android entwickelt. Es ist ein Location-based Game und nutzt eine Spielumgebung auf dem Prinzip der erweiterten Realität (augmented reality). Das Spiel ermittelt durch das Global Positioning System (GPS) und Echtzeit-Lokalisierung die Standortdaten des Spielers und positioniert ihn virtuell auf einer Landkarte, die auf Google-Maps-Karten basiert.
Das Free-to-play-Spiel finanziert sich über In-App-Käufe. Für echtes Geld erwirbt der Spieler virtuelles Spielgeld. Dieses kann wiederum gegen verschiedene Gegenstände eingetauscht werden. Des Weiteren gibt es die Möglichkeit, für Echtgeld ein monatlich kündbares Abonnement abzuschließen, durch welches der Spieler einen erhöhten Aktivitätsradius sowie bessere Belohnungen aus den täglichen Boxen erhält.

## Spielmechanik
Ziel des Spiels ist es, DNA von verschiedenen Dinosauriern und weiteren Tieren zu sammeln. Die Dinosaurier werden vom Spielserver per Zufallsprinzip in die virtuelle Landkarte des Spiels generiert und unterscheiden sich in der Häufigkeit (Grau – häufig, Blau – selten, Gold – episch, Rot – legendär, Grün – einzigartig). Nach Lokalisation eines auf der Karte erschienenen Dinosauriers startet eine Minispiel, in welchem der Spieler mit einer Drohne sogenannte DNA-Pfeile auf den Dinosaurier werfen muss, um die DNA zu erhalten. Die Drohne hat nur begrenzt Energie, ist diese aufgebraucht endet das Minispiel. Mit der so gesammelten DNA kann der Spieler den jeweiligen Dinosaurier für seine Sammlung klonen, hochleveln und im späteren Spielverlauf auch mit anderen Dinosauriern kreuzen.
Nachschub an Pfeilen und Münzen erhält der Spieler über auf der Karte verteilte Nachschublieferungen. Diese basieren im Gegensatz zu anderen AR-Spielen wie die Pokéstops in Pokemon Go jedoch nicht auf interessante Punkte in der echten Welt, sondern sind zufällig auf der Karte verteilt. In sogenannten Schutzgebieten kann der Spieler für mehrere Tage bis zu vier seiner eigenen Tiere hinterlegen. Dort können diese gefüttert und bespielt werden, um DNA zu erhalten, stehen jedoch für Kämpfe nicht zur Verfügung.
Die Kämpfe in Jurassic World Alive unterscheiden sich in Player versus Environment (PvE) und Player versus Player (PvP). PvE-Kämpfe beinhalten eine in 22 Kapiteln aufgeteilte Kampagne, bei dem der Spieler verschiedene Kampftechniken und Fertigkeiten kennenlernt. Des Weiteren erscheinen auf der Karte täglich wechselnde Kampfmöglichkeiten gegen Computergegner mit unterschiedlichen Schwierigkeitsgraden, bei dem der Spieler Brutkästen und somit Gegenstände und DNA erhalten kann. Ebenfalls gibt es auf der Karte Raid-Kämpfe, bei denen sich mehrere Spieler zusammenfinden müssen, um überdurchschnittlich starke Dinosaurier – die Raid-Bosse – zu besiegen. Für PvP-Kämpfe werden acht vorher vom Spieler festgelegte Dinosaurier benutzt. Dabei wählt das Spiel per Zufall zu Beginn des Kampfes vier der acht Dinosaurier aus, die dem Spieler in diesem Kampf zur Verfügung stehen. Ziel ist es, als erstes drei Dinosaurier des Gegners zu besiegen. Insgesamt stehen 13 unterschiedliche Arenen zur Verfügung, in der der Spieler nach Anzahl seiner gewonnenen Trophäen (vgl. Elo-Zahl) automatisch eingeteilt wird. Die am Wochenende stattfindenden Turniere sind nur für Spieler in höheren Arenen verfügbar.

## Rezeption
In einem kurz nach der Veröffentlichung 2018 erschienen Review von dem Videospielmagazin 4Players erhielt Jurassic World Alive 39 von 100 möglichen Punkten. Begründet wurde dies neben mit damals noch zahlreich vorhandenen Programmfehlern auch anhand fehlender „spannender lokaler Aspekte“, die durch „fade Fleißarbeit“ ersetzt wurde.